# Братишів
Бра́тишів — село в Україні, у Тлумацькій міській громаді Івано-Франківського району Івано-Франківської області. Розташоване на заході України, на мальовничій горі біля схилів Дністровського каньйону.

## Географія
Братишів розташований на правому березі Дністра за 2 км від центральної автодороги Н18 Івано-Франківськ — Тернопіль, та 28 км від обласного  та районного центру і 9 км від центру громади. Межує із селами Нижнів, Антонівка, Олешів, Остриня.
Місцевість цього району характеризується не високими горами, скелястими схилами та пологими галявинами. Річками, цілющими джерелами та водоспадами.

## Відомості про село
Перша відома письмова згадка про село припадає на 6 січня 1448 року в записах у книгах галицького суду. Наступна письмова згадка про село припадає на 1459 рік.

## Історія
В околицях села знайдено місця видобутку і первинної обробки кременю — трипільська культура. Також тут розкопані ґрунтові поховання у гробницях з кам'яних плит — культура кулястих амфор. Знайдена пам'ятка західноподільського культурного типу (друга половина VII — IV ст. до н. е.) курганне поховання — ґрунтовий могильник.
18 серпня 1914 року в селі Братишів розташовувався польовий табір артилерії (дивізіон), що прикривав Січових стрільців біля переправи через Дністер.
У 1934—1939 рр. село входило до об'єднаної сільської ґміни Олешів Тлумацького повіту.
На 1.01.1939 в селі проживало 1 975 мешканців, з них 1 955 українців-грекокатоликів і 20 поляків Вивішену радянськими військами на сільраді червону зірку селяни зірвали і встановили тризуб, який охороняли. За спробу його зірвати підірвали гранатою радянського офіцера.
Також село відзначалося під час подій ІІ Світової Війни, як свідомий Український населений пункт, підтримуючи ідеї Самостійної України. Багато вихідців з села були патріотами України, які загинули в лавах УПА. За даними облуправління МГБ у 1949 р. в Тлумацькому районі підпілля ОУН найактивнішим було в селах Братишів і Петрилів.
12 червня 2020 року, відповідно до Розпорядження Кабінету Міністрів України  № 714-р «Про визначення адміністративних центрів та затвердження територій територіальних громад Івано-Франківської області», увійшло до складу Тлумацької міської громади.
19 липня 2020 року, в результаті адміністративно-територіальної реформи та ліквідації Тлумацького району, село увійшло до складу новоутвореного Івано-Франківського району.

## Населення

### Мова
Розподіл населення за рідною мовою за даними перепису 2001 року:
| Мова       | Кількість | Відсоток |
| ---------- | --------- | -------- |
| українська | 841       | 99.88%   |
| білоруська | 1         | 0.12%    |
| Усього     | 842       | 100%     |

## Пам’ятки
В селі зберігся зведений у 1914 р. пам’ятник Тарасові Шевченку.

## Громадське життя
Активістами села спільно з однодумцями із міста Івано-Франківськ та інших населених пунктів у селі 2007 року була заснована Громадська організація «Я Вибираю Життя»
Організація активно працює в соціальній сфері, над подоланням негативних явищ серед дітей та молоді. Зокрема поширення віл-інфекції, дошлюбних статевих відносин, алко-, наркозалежністю та низьким духовним і моральним рівнем молоді.
В співпраці з навчальними закладами області проводяться просвітницькі лекції та тренінги. Організовуються соціальні акції та інші заходи націлені на профілактику та вирішення проблемних ситуацій серед молоді.

## Культура
У місцевій школі в 2013 році відкрито музей Григорія Крука.

## Релігійне життя
В селі існують християнські релігійні громади різних конфесій. Зареєстрована парафія УГКЦ, також проводяться богослужіння церкви Християн віри євангельської ЦХВЄУ.

## Відомі люди

### Народилися
- Крук Григорій Якович (також: Григір Крук, нім. Gregor Kruk, 30 жовтня 1911, Братишів — 5 грудня 1988, Мюнхен, Німеччина) — всесвітньовідомий український скульптор та графік, який працював у Німеччині. Основна тема творчості: історична доля України — понад 300 скульптур різного формату; серед скульптурних робіт «Портрет патріарха Йосипа Сліпого», «Монахиня», «Відпочинок», «Селянське подружжя».
- Небір Володимир (3 червня 1992, с. Братишів[джерело?]) — медик-революціонер, герой Майдану та Війни на сході України, кавалер ордену «За мужність».[9]
- Головатий Михайло Іванович (22.01.1943—2016) — публіцист, гуманітарій, дослідник та історик-краєзнавець.[10][11]

### Померли
- Мулик Петро — поручник УПА, командир сотень «Зелені» та «Гуцули» ТВ-22 «Чорний ліс».

### Пов'язані з Братишевом
- Марійка Підгірянка — українська поетка, з 1938 до 1941 р. вчителювала у місцевій школі та проживала у селі
- Степан Чеховський — церковний діяч, слуга Божий, був парохом у 1921—1927 роках.